# Lê Âu Ngân Anh
Lê Âu Ngân Anh (sinh ngày 15 tháng 1 năm 1995 tại tỉnh Tiền Giang, Việt Nam) là một nữ giảng viên, thạc sĩ và hoa hậu người Việt Nam, được biết đến khi đăng quang Hoa hậu Đại dương Việt Nam 2017. Sau đó cô đại diện Việt Nam tại Hoa hậu Liên lục địa 2018 và cán đích ở vị trí Á hậu 4. Ngoài ra, cô còn là giảng viên ngành Quản trị sự kiện của Đại học Hoa Sen.

## Sự nghiệp

### Hoa hậu Đại Dương Việt Nam 2017
Lê Âu Ngân Anh đã đăng quang ngôi vị Hoa hậu Đại dương Việt Nam 2017 sau khi vượt qua 29 thí sinh còn lại trong đêm chung kết với số đo cơ thể là chiều cao 1m74, cân nặng 50 kg, số đo ba vòng 85-58-94. Ngôi vị Á hậu 1 và Á hậu 2 lần lượt được trao cho Nguyễn Thị Diệu Thùy và Đặng Thanh Ngân. Tuy nhiên, sau khi thừa nhận mình đã động chạm đến dao kéo trước khi dự thi Hoa hậu Đại Dương, Ngân Anh đã bị tước vương miện và hủy kết quả Hoa hậu Đại dương 2017.

### Hoa hậu Liên lục địa 2018
Lê Âu Ngân Anh tiếp tục đại diện Việt Nam tại Hoa hậu Liên lục địa 2018. Đêm chung kết Hoa hậu Liên lục địa 2018 diễn ra vào tối ngày 26 tháng 1 năm 2019 tại thủ đô Manila của Philippines. Người đẹp đăng quang là đại diện nước chủ nhà, Karen Gallman. Lê Âu Ngân Anh giành danh hiệu Á hậu 4 chung cuộc cùng giải phụ Thí sinh được bình chọn nhiều nhất. Đây là thành tích cao nhất của một đại diện Việt Nam tại đấu trường sắc đẹp này kể từ lần đầu Việt Nam tham gia vào năm 2003.

Trong phần thi ứng xử của Top 6, câu hỏi chung cho các thí sinh là: "Bạn định nghĩa thành công như thế nào?". Ngân Anh đã tự tin trả lời trôi chảy bằng tiếng Anh:
Xin chào Philippines! Tôi tin rằng thành công được định nghĩa bởi việc bạn là ai, bởi con người mà bạn muốn trở thành, nó không chỉ là đích đến mà còn là cách bạn đến được cái đích đó. Đối với tôi, thành công là khi tôi đã vượt qua được những sợ hãi, chinh phục được mọi thử thách và luôn luôn chiến đấu cho ước mơ của bản thân mình. Bạn biết đấy, tôi từng là nạn nhân của việc bắt nạt trên mạng xã hội. Nhưng ngày hôm nay, tôi đứng ở đây trước tất cả các bạn, mang đến thông điệp về sức mạnh thực sự của sắc đẹp để truyền cảm hứng cho thế hệ trẻ, đóng góp để thế giới trở thành một nơi tốt đẹp hơn. Và tôi tin, đây là thành công lớn nhất đến nay trong cuộc đời của tôi. Cảm ơn!

### Trở thành giảng viên đại học
Ngày 6 tháng 8 năm 2020, Lê Âu Ngân Anh thông báo cô đã trở thành giảng viên đại học ngành Quản trị sự kiện tại Đại học Hoa Sen. Cô là giảng viên đại học trẻ nhất của Đại học Hoa Sen.

## Tranh cãi

### Nhan sắc
Sau khi Ngân Anh đăng quang Hoa hậu Đại Dương Việt Nam 2017, đã có nhiều tranh cãi xung quanh nhan sắc của cô. Nhiều người cho rằng cô không xứng đáng để giành vương miện hoa hậu vì đôi môi quá to và khuôn mặt không quá xinh, tuy nhiên Ngân Anh khẳng định vào đêm chung kết, cô chỉ bị phù môi chứ môi cô không xấu. Lê Âu Ngân Anh cũng phải thừa nhận, cô quá bất ngờ khi xem lại những hình ảnh của mình trong đêm chung kết, đặc biệt là khoảnh khắc đăng quang. Cô chia sẻ "nhìn tôi khi đó với tôi của thường ngày như là hai người khác nhau vậy".

### Sai sót của ban tổ chức Hoa hậu Đại Dương Việt Nam
Ban tổ chức Hoa hậu Đại Dương Việt Nam năm 2017 đã thừa nhận sai sót sau khi để cho Ngân Anh tham dự cuộc thi vì cô đã từng sửa mũi. Bộ Văn hóa – Thể thao và Du lịch sau đó đã lên kế hoạch xử lý Ban tổ chức vì điều này.

### Tham dự Hoa hậu Liên lục địa không có giấy phép
Năm 2018, cô đã nộp đơn xin phép đại diện Việt Nam tại Hoa hậu Liên lục địa 2018 nhưng bị Cục Nghệ thuật biểu diễn từ chối cấp phép, dù vậy, nhưng Ngân Anh vẫn lên đường sang Philippines tham dự cuộc thi. Trước tình hình đó, Cục trưởng Nguyễn Quang Vinh cho biết: "Chúng tôi sẽ xử phạt Ngân Anh khi cô ấy về nước. Tuy nhiên, mức phạt hiện nay khá nhẹ. Chúng ta phải chấp nhận vì đây là quy định. Trong thời gian tới, Cục sẽ điều chỉnh một số điểm trong luật xử phạt thí sinh thi chui". Ông nhận xét Ngân Anh còn trẻ, chưa hiểu chuyện và không nắm rõ luật nên không muốn sự việc quá căng thẳng, ảnh hưởng đến tương lai của cô. Chiều ngày 4 tháng 1 năm 2019, trong buổi trả lời phỏng vấn với báo chí, đại diện của Lê Âu Ngân Anh cho biết đã nộp đơn kiện Cục Nghệ thuật biểu diễn vì không cấp phép cho cô đi thi Hoa hậu Liên lục địa 2018 diễn ra ở Philippines. Sau đó, cô vẫn tiếp tục lên đường dự thi. Quyết định này nhận về nhiều ý kiến trái chiều, trong đó nhiều ý kiến cho rằng Ngân Anh không phù hợp để đại diện cho phụ nữ Việt Nam.
Mặc dù hành trình đến cuộc thi của Ngân Anh chịu sự phản đối từ một bộ phận khán giả, nhưng sau khi xem qua dàn thí sinh tham dự cuộc thi, nhiều người cho rằng Ngân Anh hoàn toàn vượt trội so với các đối thủ còn lại.